# Psilephydra lyneborgi
Psilephydra lyneborgi är en tvåvingeart som beskrevs av Tadeusz Zatwarnicki 1988. Psilephydra lyneborgi ingår i släktet Psilephydra och familjen vattenflugor. Inga underarter finns listade i Catalogue of Life.